# Три дня (фильм, 2008)
«Три дня» (исп. Tres días; в русском переводе также «Перед гибелью», англ. Before the Fall) — первый полнометражный фильм испанского кинорежиссёра Франсиско Хавьера Гутьерреса, снятый в 2008 году. Апокалиптический триллер, повествующий о трёх последних днях в испанской провинции перед падением на Землю огромного метеорита.

## История
Фильм снимался в Андалусии. В продюсировании проекта принимал участие Антонио Бандерас.
Премьера фильма состоялась 10 февраля 2008 года на Берлинском кинофестивале. В последующие годы фильм демонстрировался на целом ряде фестивалей и снискал множество наград.
В прокат фильм вышел в Испании 25 апреля 2008 года. В России фильм был показан в 2010 году в рамках фестиваля «CinEspaña: Новое испанское кино» (Москва, 21—28 января и Санкт-Петербург, 28 января — 4 февраля); показ был организован компанией «A-One Films».

## Сюжет
К Земле приближается огромный метеорит, через три дня он столкнётся с планетой и всех её жителей ждёт гибель. В провинциальном испанском городке Лагуна начинается паника — все жители разъезжаются кто куда, кто-то кончает с собой. Главный герой, 30-летний неудачник Алехандро (Але) не очень обеспокоен и хочет провести эти дни за пивом, но его пожилая мать Роза волнуется за детей старшего брата (два мальчика и две девочки) — они остались одни в загородном доме. Роза и Алехандро едут к ним, но не говорят им о грядущей гибели.
Много лет назад брат Алехандро участвовал в поимке маньяка Саро, убившего в городке шестерых детей. Роза уверена, что воспользовавшись паникой, Саро сбежал из тюрьмы и вернётся в город, чтобы отомстить её сыну и его детям. Ночью она обходит дом с ружьём; утром её находят мёртвой младший сын и внуки. На следующий день к дому подъезжает человек, называющий себя Лусио — он хочет видеть старшего брата и остаётся ждать его. Алехандро подозревает, что это вернулся Саро, он не подпускает его к детям и не выпускает их из дома, из-за чего они считают Алехандро сумасшедшим.
Вспомнив, что у матери хранились дома вырезки из газет об убийствах детей, Алехандро едет в опустевший и разорённый город с двумя младшими детьми. Он находит вырезку и убеждается, что «Лусио» это и есть Саро. В городе Алехандро признаётся в любви Элле, которой он давно симпатизировал (сейчас она ждёт ребёнка от дружка, бросившего её). На обратной дороге Алехандро встречает Саро, похитившего Ракель и пытающегося убить её; Саро избивает Алехандро и уезжает на машине с младшими детьми. Ракель возвращается домой и спасает брата Эмилио, которого Саро подвесил за ноги над наполняющимся водой резервуаром.
Алехандро гонится за Саро и детьми. Он обнаруживает Клару в тоннеле мёртвой и находит Лусио и маленького Нико на заброшенном цементном заводе — там, где когда-то брат Алехандро поймал убийцу. После схватки Алехандро удаётся убить Саро. Они возвращаются, трое детей заходят в дом. Приезжает и выходит из машины Элла, которой больше не к кому ехать. Камера отъезжает и на заднем плане виден опускающийся метеорит и расходящаяся от него взрывная волна.

## В ролях
- Виктор Клавихо — Алехандро, 32 года
- Мариана Кордеро — Роза, мать Алехандро, 65 лет
- Эдуард Фернандес — Лусио / Саро, 50 лет
- Даниэль Казаделья — Эмилио (старший сын), 14 лет
- Ана де лас Куэвас — Ракель (старшая дочь), 12 лет
- Эльвира де Арминьян — Клара (младшая дочь), 9 лет
- Хуан Гальван — Нико (младший сын), 6 лет
- Нани Хименес — Элла

## Съёмочная группа
- Режиссёр: Франсиско Хавьер Гутьеррес
- Сценарий: Франсиско Хавьер Гутьеррес, Хуан Велярде
- Продюсер: Антонио Меливео, Антонио П. Перес
- Оператор: Мигель А. Мора
- Композитор: Антонио Меливео
- Монтаж: Начо Руис Капильяс

## Награды
- 2009 — Screamfest, лучший актёр (Виктор Клавихо)
- 2009 — Screamfest, лучшая операторская работа (Мигель А. Мора)
- 2009 — Screamfest, лучшая режиссёрская работа (Франсиско Хавьер Гутьеррес)
- 2009 — Screamfest, лучший монтаж (Начо Руис Капильяс)
- 2009 — Фестиваль фантастических фильмов в Амстердаме, серебряное гран-при за лучший европейский фантастический фильм
- 2009 — Премия СЕС (Испания), лучший монтаж
- 2009 — Премия Гойя, лучший звук
- 2008 — Кинофестиваль в Малаге, «Золотая биснага» за лучший оригинальный сценарий
- 2008 — Кинофестиваль в Малаге, «Серебряная биснага» за лучший грим
- 2008 — Кинофестиваль в Малаге, лучшая актриса второго плана (Мариана Кордеро)

## Отзывы
- Макс Милиан:

«Три дня» Хавьера Гутьерреса — попытка вобрать в себя все жанры, в которых когда-либо герои пытались успеть прожить свою жизнь за несколько дней или часов. Нельзя сказать, что синтез без изъянов, но эксперимент режиссёру в некотором смысле все же удался... Гутьеррес справился с соблазном использовать разную стилистику, но сценарий его полнометражного дебюта сам по себе имеет природу кича. Чтобы связать воедино социальную драму, нуар, вестерн, триллер, фильм-катастрофу и фантастику, требуются осознанный риск и ясное понимание того, как построить этот сюжет. Как ни странно, режиссёру, несмотря на некоторые дикие сюжетные повороты, удалось сохранить целостность своей картины, и история не дробится на множество запчастей.
- Вадим Зельбин[2]:

Пропущенная сенсация 2008 года, спродюсированный Антонио Бандерасом умный апокалиптический ужас про слесаря, большой метеорит и маньяка... «Три дня» — даже более вопиющий, чем «Район №9» пример того, как можно достигнуть самого фантастического результата не самыми фантастическими средствами.

## Ремейки
В начале 2009 года появилось сообщение о том, что Уэс Крейвен мог бы быть заинтересован в том, чтобы снять ремейк фильма.